# Dammtjärnen (Ramsjö socken, Hälsingland)
Dammtjärnen är en sjö i Ljusdals kommun i Hälsingland och ingår i Ljusnans huvudavrinningsområde.